# Liste der Kulturdenkmale in Finne
In der Liste der Kulturdenkmale in Finne sind die Kulturdenkmale der Gemeinde Finne und ihrer Ortsteile aufgelistet. Grundlage ist das Denkmalverzeichnis des Landes Sachsen-Anhalt, das auf Basis des Denkmalschutzgesetzes des Landes Sachsen-Anhalt vom 21. Oktober 1991 durch das Landesamt für Denkmalpflege und Archäologie Sachsen-Anhalt erstellt und seither laufend ergänzt wurde (Stand: 31. Dezember 2023).

## Kulturdenkmale nach Ortsteilen

### Billroda
| Lage                                                   | Bezeichnung | Beschreibung                                                                     | Erfassungs- nummer | Ausweisungsart | Bild    |
| ------------------------------------------------------ | ----------- | -------------------------------------------------------------------------------- | ------------------ | -------------- | ------- |
| Bergstraße (Karte)                                     | Kirche      |                                                                                  | 094 83888          | Baudenkmal     | BW      |
| Dorfstraße (Karte)                                     | Gedenkstein | Gefallenen-Gedenkstein, zusammengesetzte Steingruppe mit bearbeiteten Hauptstein | 094 83887          | Baudenkmal     | BW      |
| Dorfstraße 7 (Karte)                                   | Bauernhof   |                                                                                  | 094 83886          | Baudenkmal     | BW      |
| Dorfstraße 13 (Karte)                                  | Bauernhof   |                                                                                  | 094 83885          | Baudenkmal     | BW      |
| Gewerkschaft 1, 2, 2b, 3, 3b, 4, 4b, Schacht 5 (Karte) | Siedlung    |                                                                                  | 094 83889          | Denkmalbereich | BW      |
| Kahlwinkler Straße 13 (Karte)                          | Bahnhof     |                                                                                  | 094 83892          | Baudenkmal     | Bahnhof |

### Lossa
| Lage | Bezeichnung          | Beschreibung | Erfassungs- nummer | Ausweisungsart | Bild |
| --- | -------------------- | --- | ------------------ | -------------- | --- |
| Bahnhofstraße 19a (Karte) | Bahnhof              | | 094 83072          | Baudenkmal     | BW |
| Hauptstraße (Karte) | Kirche               | Dorfkirche St. Gallus, spätgotischer Bruchsteinbau aus dem 16. Jahrhundert mit romanischen Westturm und barocken Kirchenschiff im 19. Jahrhundert umbaut mit Aussegnungshalle, 2006 Sanierung der Mauerkrone am Turm | 094 83071          | Baudenkmal     | Weitere Bilder |
| Hauptstraße (Karte) | Kriegerdenkmal       | Kriegerdenkmal Im Jahr 2023 in das Denkmalverzeichnis eingetragen., neben Hauptstraße 21 | 094 18965          | Baudenkmal     | BW |
| Hauptstraße 23, 24, 25, 26, 27, 28, 29, 30, 31, 32, 33, 34, 35, 36, 37, 37a, 38, 39, 40, 41, 42, 43, 44, 45, 46, 48, 49, 50, 51, 52, 53, 54, 55, 56, 57, 58, 59, 60, 61, 61a, 62, 63, 64, 65, 66, 66a, 67, 68, 69, 70, 71 (Karte) | Anger                | | 094 83070          | Denkmalbereich | [[Vorlage:Bilderwunsch/code!/C:51.221287,11.41543!/D:Hauptstraße 23, 24, 25, 26, 27, 28, 29, 30, 31, 32, 33, 34, 35, 36, 37, 37a, 38, 39, 40, 41, 42, 43, 44, 45, 46, 48, 49, 50, 51, 52, 53, 54, 55, 56, 57, 58, 59, 60, 61, 61a, 62, 63, 64, 65, 66, 66a, 67, 68, 69, 70, 71,!/\|BW]] |
| Hauptstraße 71 (Karte) | Gedenkstein          | Sühnekreuz | 094 83069          | Baudenkmal     | BW |
| Kölledaer Straße (Karte) | Kriegerdenkmal Lossa | Gefallenen-Denkmal, quadratische Stein-Säule auf Sockel mit Kugel und Eisernem Kreuz | 094 83068          | Baudenkmal     | BW |
| Kölledaer Straße 17, 18, 19, 20, 21 (Karte) | Anger                | | 094 83067          | Denkmalbereich | BW |
| Kölledaer Straße 22, 23, 24, 25, 25a, 26, 27, 28, 29, 30, 31, 32, 33 (Karte) | Straßenzeile         | | 094 83063          | Denkmalbereich | BW |
| Kölledaer Straße 43 (Karte) | Villa                | | 094 83064          | Baudenkmal     | BW |
| Kölledaer Straße 44, 45, 46, 47, 48 (Karte) | Straßenzeile         | | 094 83065          | Denkmalbereich | BW |
| Kölledaer Straße 53 (Karte) | Pfarrhof             | | 094 83066          | Baudenkmal     | BW |
| Lossaer Straße (Karte) | Maschinenhaus        | Maschinenhaus, etwa 800 m nordöstlich Ortslage | 094 18871          | Baudenkmal     | BW |

### Tauhardt
| Lage                                                                    | Bezeichnung    | Beschreibung | Erfassungs- nummer | Ausweisungsart | Bild           |
| ----------------------------------------------------------------------- | -------------- | --- | ------------------ | -------------- | -------------- |
| Dorfstraße westlich vor der Kirche (Karte)                              | Kriegerdenkmal | | 094 80357          | Baudenkmal     | BW             |
| Kirchstraße 8 (Karte)                                                   | Kirche         | St.Cyriakus-Kirche, ehemals romanische Wehrkirche 1770-1778 im barocker Stil umgebaut, 2008 in das Programm »Kulturerhalt in Ostdeutschland« der ZEIT-Stiftung aufgenommen                    | 094 80318          | Baudenkmal     | Weitere Bilder |
| Schachtstraße an der Kupferstraße in Nähe des "Kühlen Brunnens" (Karte) | Wegweiser      | | 094 83897          | Kleindenkmal   | BW             |
| Schachtstraße 3 an der alten Kupferstraße (Karte)                       | Gasthof        | Kühler Brunnen | 094 83896          | Baudenkmal     | BW             |
| Schustergasse 27 (Karte)                                                | Wohnhaus       | | 094 80356          | Baudenkmal     | BW             |
| Kahlwinkeler Straße 41 (Karte)                                          | Mühle          | Bockwindmühle, 1703 erbaut, nördlich vom Ort mit ehemals Hecht'sche Federjalousie-Flügeln bis ca. 1970 windbetrieben, 1983-1986 restauriert, Mahlwerk mit Fliehkraftregler, heute stillgelegt | 094 83890          | Baudenkmal     | Mühle          |

## Ehemalige Kulturdenkmale nach Ortsteilen
Die nachfolgenden Objekte waren ursprünglich ebenfalls denkmalgeschützt oder wurden in der Literatur als Kulturdenkmale geführt. Die Denkmale bestehen heute jedoch nicht mehr, ihre Unterschutzstellung wurde aufgehoben oder sie werden nicht mehr als Denkmale betrachtet.

### Tauhardt
| Lage                  | Bezeichnung | Beschreibung | Erfassungs- nummer | Ausweisungsart | Bild |
| --------------------- | ----------- | --- | ------------------ | -------------- | ---- |
| Kirchstraße 1 (Karte) | Bauernhof   | Bauernhof, Das Baudenkmal wurde vor dem Jahr 2015 ohne Genehmigung abgebrochen. Die Austragung aus dem Denkmalverzeichnis wurde 2015 vorgenommen. | 094 80345          | Baudenkmal     | BW   |

## Legende
In den Spalten befinden sich folgende Informationen:
- Lage: Nennt den Straßennamen und wenn vorhanden die Hausnummer des Kulturdenkmals. Die Grundsortierung der Liste erfolgt nach dieser Adresse. Der Link „Karte“ führt zu verschiedenen Kartendarstellungen und nennt die geographischen Koordinaten.
Link zu einem Kartenansichtstool, um Koordinaten zu setzen. In der Kartenansicht sind Baudenkmale ohne Koordinaten mit einem roten bzw. orangen Marker dargestellt und können in der Karte gesetzt werden. Baudenkmale ohne Bild sind mit einem blauen bzw. roten Marker gekennzeichnet, Baudenkmale mit Bild mit einem grünen bzw. orangen Marker.
- Offizielle Bezeichnung: Nennt den Namen, die Bezeichnung oder zumindest die Art des Kulturdenkmals und verlinkt, soweit vorhanden, auf den Artikel zum Objekt.
- Beschreibung: Nennt bauliche und geschichtliche Einzelheiten des Kulturdenkmals, vorzugsweise die Denkmaleigenschaften.
- Erfassungsnummer: Für jedes Kulturdenkmal wird in Sachsen-Anhalt eine 20stellige Erfassungsnummer vergeben. Die letzten zwölf Ziffern werden für die Untergliederung nach Teilobjekten genutzt und werden nur angegeben, soweit vergeben. In dieser Spalte kann sich folgendes Icon  befinden, dies führt zu Angaben zu diesem Baudenkmal bei Wikidata.
- Ausweisungsart: Die Einordnung des Denkmales nach § 2 Abs. 2 DenkmSchG LSA
- Bild: Ein Bild des Denkmales, und gegebenenfalls einen Link zu weiteren Fotos des Kulturdenkmals im Medienarchiv Wikimedia Commons. Wenn man auf das Kamerasymbol klickt, können Fotos zu Kulturdenkmalen aus dieser Liste hochgeladen werden: